# Леман, Фридрих Карл
Фри́дрих Карл Ле́ман (нем. Friedrich Carl Lehmann, 1850—1903) — немецкий консул в Попаяне, путешественник, ботаник и горный инженер.

## Биография
Фридрих Леман родился 27 декабря 1850 года в немецком городе Платков старшим ребёнком в крупной семье. После окончания школы работал садовником. В 1876 году впервые прибыл в Америку для сбора тропических растений, будучи нанятым питомником Лоу Лондона. Гербарные образцы из Эквадора Леман пересылал Генриху Густаву Райхенбаху, а живые растения — Эдуарду Ортгису из Цюрихского ботанического сада, продававшего их в частные сады Европы.
Поскольку Леман не был знаком со страной и с местами произрастания декоративных растений, он выбрал тактику следования по местам своих племянников Эдуарда и Франца Клабохов, уже некоторое время работавших коллекционерами в Эквадоре. Братья Клабохи работали на другой питомник, между ними и Леманом регулярно вспыхивали конфликты. К тому же Леман периодически пытался переманивать нанятых братьями местных жителей. Фредерик Зандер, которому пересылали растения Клабохи, написал в Gardeners' Chronicle статью, в которой обвинял Лемана в продаже растений под неверными названиями.
Во время одной из поездок Эдуарда Клабоха по Эквадору Леман сопровождал его. Сначала Леман, а потом и Клабох тяжело переболели дизентерией, причём, когда Эдуард не мог подняться, Леман продолжал заниматься сбором растений. Позднее Леман оставил ему точнейшие координаты добытых им декоративных цветов. В конце 1877 года Леман самостоятельно отправился в Колумбию.
После 1880 года Фридрих Карл женился на Марии Хосефе де Москера, дочери богатого землевладельца близ Попаяна. Имение, доставшееся им от её родителей, Леман благоустраивал. Впоследствии на принадлежавшей им земле было обнаружено месторождения золота.
Затем Леман продолжил сбор растений, на этот раз, как и Эдуард Клабох, отправляя их Зандеру. Клабох всячески старался испортить их отношения, и к 1888 году они отказались от сотрудничества. Леман начал предлагать растения не через Зандера, а напрямую сообщая о них в Gardeners' Chronicle.
Фридрих Карл продолжил отсылать растения в Европу частным коллекционерам, а также, по контракту, Ливерпульской садоводческой компании. В 1893 году она обанкротилась, принеся ему огромный убыток.
Генрих Густав Райхенбах до своей смерти определял растения для Лемана по гербарным образцам. В 1889 году он скоропостижно скончался, в завещании запретив кому-либо изучать образцы из его богатейшего гербария на протяжении 25 лет, до 1914 года (из-за Первой мировой войны доступ к нему был открыт лишь в 1921 году). Это вызвало неудовольствие со стороны многих ботаников, поскольку зачастую, не увидев гербарного образца для сравнения, а лишь по описанию Райхенбаха, невозможно было установить видовую принадлежность новых образцов.
После смерти Райхенбаха Леман стал отсылать орхидеи для определения Фрицу Кренцлину, Генри Ридли и Роберту Рольфу, а другие растения — в Берлинский ботанический сад к Адольфу Энглеру. В письме Ридли он назвал завещание Райхенбаха проявлением эгоизма.
В 1899 году в Колумбии началась гражданская война, затруднившая передвижение по стране Леману. 23 ноября 1903 года он погиб на реке Тимбуке, направляясь на лодке к одному из мест добычи золота на принадлежавшей ему территории. Обстоятельства его смерти до конца не известны, по предположению Кренцлина, он мог быть убит.

## Роды и некоторые виды растений, названные в честь Ф. К. Лемана
- Lehmanniella Gilg, 1895
- Neolehmannia Kraenzl., 1899
- Catasetum lehmannii Regel, 1886
- Dichaea lehmannii Schltr., 1920
- Eucharis lehmannii Regel, 1889
- Masdevallia lehmannii Rchb.f., 1877
- Pescatoria lehmannii Rchb.f., 1879
- Phaedranassa lehmannii Regel, 1883